# نصف دولار كينيدي
نصف دولار كينيدي Kennedy half dollar هي قطعة نقدية امريكية تم سكها لأول مرة عام 1964، وهي عملة معدنية من فئة خمسين سنتًا أصدرتها دار السك الأمريكية بهدف أن تكون تذكار للرئيس الخامس والثلاثين للولايات المتحدة الذي تم اغتياله جون إف كينيدي، وافق الكونجرس على سكها بعد ما يزيد عن شهر من وفاته. وتم السماح استخدام الأعمال الحالية لنحاتي دار سك العملة جيلروي روبرتس وفرانك جاسبارو بتحضير القوالب بسرعة، وبدأ سك العملات المعدنية الجديدة في يناير 1964.
تم تخزين العملات الفضية عند إطلاقها في مارس 1964 من قبل هاوي جمع العملات والمهتمين بتذكار الرئيس جون كينيدي. على الرغم من أن دار السك زادت إنتاجها بشكل كبير، إلا أنه نادرا ما يتم تداول العملة. أدى الارتفاع المستمر في سعر الفضة إلى زيادة الحصول على الفضة، حيث تم صهر العديد من نصف دولارات كينيدي المبكرة لمحتواها من الفضة. بداية من العملات المعدنية التي يرجع تاريخها إلى عام 1965، تم تخفيض نسبة الفضة النقية من 90% إلى 40% بحيث تمون مكسوة بالفضة)، ولكن مع ذلك، لم تشهد العملة تداولا بشكل كبير.
عام 1971 تم إلغاء الفضة بالكامل من نصف دولار كينيدي. على الرغم من زيادة الإنتاج والطلب عليه، إلا أن العملة المكسوة لم تشهد سوى زيادة معتدلة في الاستخدام؛ بحلول نهاية السبعينات، أصبح نصف دولار كينيدي تدريجيا غير شائع في التداول. بعدها تم إصدار تصميم خاص لعكس نصف الدولار بمناسبة الذكرى المئوية الثانية للولايات المتحدة وتم السك في عامي 1975-1976. بالإضافة إلى الإضرابات التجارية، تم سك العملات المعدنية الخاصة بمناسبة الذكرى المئوية الثانية للولايات المتحدة مكسوة بالفضة؛ مجموعات إثبات الفضة التي تم فيها ضرب الدايم والربع دولار ونصف الدولار بنسبة 90٪ تم سك الفضة لأول مرة في عام 1992. في عام 2014، تم أيضًا إصدار عملة نقدية خاصة بالذكرى الخمسين لوفاة كينيدي لنصف دولار كينيدي من الذهب بنسبة 99.99٪.
على الرغم من أن الكميات الوفيرة من نصف دولار كينيدي المتداولة متاحة بسهولة من معظم البنوك، إلا أن تداولها لا يزال محدود. تم ايقاف تعدين وسك نصف دولار كينيدي للتداول العام مؤقتا عام 2001، ومن 2002-2020، تم إنتاج العملات المعدنية لتلبية الطلب من هواة جمع العملات وبيعها بسعر أعلى من خلال دار سك العملة. عام 2021، استأنفت دار السك الأمريكية اصدار نصف دولار كينيدي للتداول العام. 

## البداية
في غضون ساعات من اغتيال جون كينيدي في 22 نوفمبر 1963، اتصلت مديرة دار السك الامريكية إيفا آدامز برئيس النقاشين جيلروي روبرتس، وأبلغته أنه تم بالفعل النظر بجدية في تصوير كينيدي على إحدى العملات الفضية الأكبر حجمًا: إما الدولار الفضي أو نصف دولار أو ربع دولار. اتصل آدامز بروبرتس مرة أخرى في 27 نوفمبر وأذن بالمشروع، موضحًا أن أرملة الرئيس الراحل، جاكلين كينيدي تفضل أن يتم تصويره على نصف دولار فضي، ليحل محل التصميم السابق لبنجامين فرانكلين. كان منطق السيدة كينيدي هو أنها لا تريد أن تحل محل جورج واشنطن في هذا الربع.
ولأجل الوقت (كان من المقرر أن يبدأ سك العملة الجديدة في يناير 1964)، قام روبرتس بتعديل التمثال النصفي الحالي لكينيدي الذي أنشأه لاستخدامه على ميدالية كينيدي في سلسلة دار سك العملة الرئاسية، بينما بدأ فرانك جاسبارو تعديلات على الوجه الخلفي. كان قد نقشه لنفس الوسام. تمت الموافقة على تصميمات روبرتس وجاسبارو من قبل كينيدي. التقى روبرتس بكينيدي شخصيًا ليُظهر له النماذج المبكرة للتصميم. على الرغم من أن الرئيس لم يعرب عن رأيه فيما يتعلق بالتصوير، إلا أن روبرتس قرر إجراء بعض التغييرات بعد مقابلته. بعد أن أصدرت دار سك العملة عملات تجريبية، تمت دعوة جاكلين وروبرت ف. كينيدي لمشاهدتها. نظرت السيدة كينيدي إلى التصاميم بشكل إيجابي، لكنها اقترحت تغيير الشعر قليلاً. تم اقتراح أيضًا استخدام صورة كاملة أو نصف للرئيس بدلا من الصورة الشخصية، لكن روبرتس أشار إلى أنه لم يكن هناك وقت كافي لإنتاج تصميم جديد تمامًا بسبب ضيق الوقت في المشروع، وأيضًا أنه يعتقد الصورة الشخصية اليسرى من شأنها أن تعطي مظهر أكثر جاذبية.
تأثر التصميم العكسي لفرانك جاسبارو لنصف دولار كينيدي أيضًا بالخبرة التي اكتسبها من تصميم الرئيس جون. واو كينيدي وسام التقدير. عام 1962 حصل الرئيس كينيدي على ثلاثمائة ميدالية تقدير من دار سك العملة الأمريكية في فيلادلفيا والتي تم تقديمها لاحقًا خلال رحلته في الفترة من 23 يونيو 1963 إلى 2 يوليو 1963 إلى دول جمهورية ألمانيا الفيدرالية وألمانيا (برلين الغربية) وأيرلندا والمملكة المتحدة وإيطاليا والفاتيكان. يصور التصميم العكسي لميدالية تقدير كينيدي ختم رئاسي أكبر وأكثر تفصيلاً من ذلك الذي صممه فيسلسلة دار سك العملة الرئاسية (ميدالية سلسلة مكتب سك العملة الرئاسية رقم 135 المعروفة باسم ميدالية التنصيب الرئاسية لجون إف كينيدي). يقع أيضا وضع جاسبارو للأحرف الأولى من اسمه FG (تحت الساق اليمنى للنسر) على كل من ميدالية تقدير كينيدي ونصف دولار كينيدي.
كانت موافقة الكونجرس مطلوبة لأي تغيير في تصميم العملة خلال 25 عامًا من آخر مرة. في أوائل ديسمبر قدم النائب هنري ب جونزاليس (ديمقراطي من تكساس) مشروع قانون لكي يظهر كينيدي على عملة نصف دولار معدنية. في 10 ديسمبر أيد الرئيس الجديد ليندون جونسون الدعوة للحصول على نصف دولار كينيدي، وطلب من الكونجرس تمرير التشريع على الفور للسماح ببدء سك وتعدين القطعة الجديدة في وقت مبكر من عام 1964. وذكر الرئيس جونسون أنه تأثر بالرسائل من العديد من أفراد الجمهور للموافقة على الخطة. تم تمرير مشروع القانون الخاص بترخيص نصف دولار كينيدي في 30 ديسمبر 1963. كان العمل جاري بالفعل على العملات المعدنية. سمح استخدام قوالب التصميمات المتوفرة بالفعل لإكمال القالب الأول في 2 يناير 1964. تم ضرب وتعدين العملات المعدنية المثبته عملة إثبات فقط في البداية. تم ضرب أول نصف دولار كينيدي المخصص للتداول في دار السك في دنفر في 30 يناير 1964، تليها دار السك في فيلادلفيا في الأسبوع التالي. تم تنفيذ أول احتفال لسك نصف دولار كينيدي في كل من فيلادلفيا ودنفر في 11 فبراير 1964.

## الإطلاق

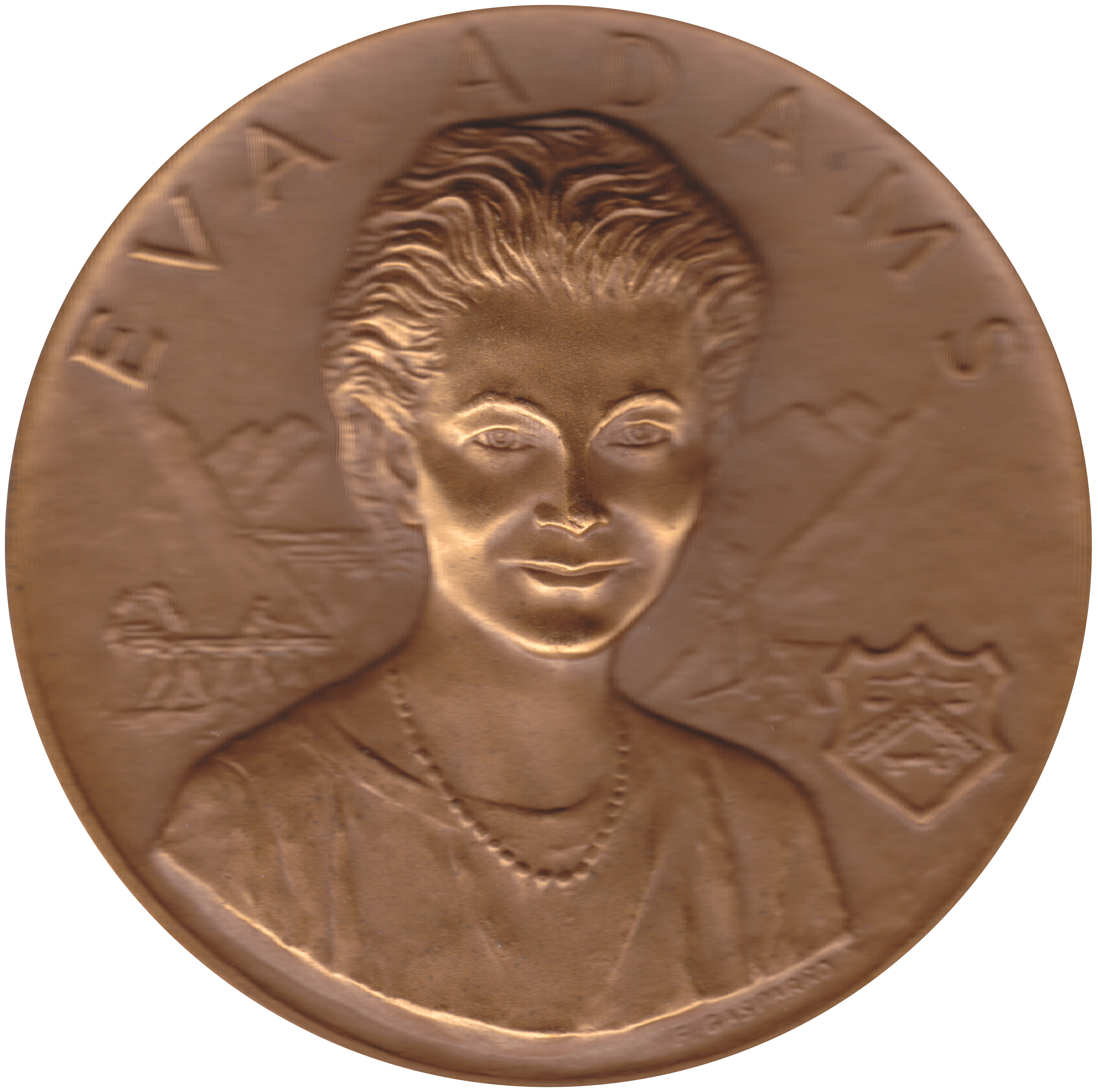
لعبت مديرة دار سك العملة إيفا آدامز، التي تظهر هنا على ميداليتها (التي صممها جاسبارو)، دور أساسي في إصدار نصف دولار كينيدي.

### الانتشار بين الشعب في البداية
أتاحت وزارة الخزانة العملات المعدنية للجمهور ابتداءا من 24 مارس 1964. تم تشكيل خط طويل عند نوافذ الوزارة في واشنطن لشراء 70 ألف قطعة نقدية مخصصة في البداية للبيع العام. على الرغم من أن القسم حدد المبيعات بـ 40 لكل عميل، إلا أنه بحلول نهاية اليوم، اختفت العملات المعدنية، لكن الخط لم يتغير او يختفي. وسرعان ما قامت البنوك في بوسطن وفيلادلفيا بتقنين الإمدادات، لكنها ظلت تباع بحلول الظهر. لم تبدأ المبيعات في نيويورك إلا في اليوم التالي، وتم فرض التقنين هناك أيضًا، مما أثار استياء رئيس قسم العملات المعدنية في جيمبلز، أكبر تاجر في المدينة، والذي كان يأمل في بيع العملات المعدنية بسعر أعلى.
كانت العملات المعدنية شائعة في الخارج أيضًا. قام مساعد وزير الخارجية الأمريكي للشؤون الأفريقية [الإنجليزية]
 غيرهارد مينين ويليامز بتوزيع عينات مغلفة بالبلاستيك على رؤساء ووزراء خارجية الدول الأفريقية وسفراء الولايات المتحدة العاملين هناك "لكسب أصدقاء الولايات المتحدة في أفريقيا". بعد وقت قصير من سك العملة، بدأت دار سك العملة في دنفر في تلقي شكاوى مفادها أن العملة الجديدة تصور المطرقة والمنجل في الجزء السفلي من التمثال النصفي المقطوع لكينيدي. وكرد على ذلك، ذكر روبرتس أن جزء التصميم المعني كان في الواقع حرف واحد فقط، وهو حرف "GR" منمق.
ضربت دار سك العملة نصف دولار كينيدي بأعداد كبيرة في محاولة لتلبية الطلب الهائل. وكانت وزارة الخزانة قد خططت في البداية لإصدار 91 مليون قطعة منه لعام 1964، لكنها رفعت الرقم إلى 141 مليون. ومع ذلك، فشل الإعلان العام عن زيادة سك العملة، في رفع مستوى تداول المزيد من العملات فعليًا أو خفض الأسعار في السوق الثانوية (السوق السوداء).
بحلول أواخر نوفمبر كانت دار سك العملة قد أصدرت ما يقارب من 160 مليون قطعة، ومع ذلك لم يتم تداول العملة تقريبًا على الإطلاق. وكانت أسعار الفضة ترتفع، وتم اكتناز غالبية العملات المعدنية. على أمل أن يؤدي إصدار المزيد من العملات المعدنية التي يرجع تاريخها إلى عام 1964 إلى مواجهة المضاربة فيها، طلبت وزارة الخزانة وحصلت على إذن من الكونجرس لمواصلة سك وتعدين العملات المعدنية التي يرجع تاريخها إلى عام 1964 حتى عام 1965. في نهاية المطاف، تم ضرب ما يقرب من 430 مليون نصف دولار بتاريخ عام 1964، وهو مبلغ أكبر من إجمالي المبلغ الذي تم توزيعه للتداول خلال الستة عشر عامًا من سلسلة فرانكلين بنصف دولار.
كانت عمليات سك العملة هذه تستنزف مخزون الفضة لدى وزارة الخزانة بسرعة. وكانت أسعار المعدن ترتفع إلى حد أنه بحلول أوائل يونيو، كان الدايم يحتوي على ما قيمته 9.33 سنتًا من الفضة بأسعار السوق. في 3 يونيو 1965، أعلن الرئيس جونسون عن خطط لإزالة الفضة من الدايم وربع الدولار (كوارت) لصالح قطعة معدنية مكسوة بطبقات من النحاس والنيكل على كل جانب من طبقة من النحاس النقي. تم تغيير نصف الدولار من 90% فضة إلى 40%.

أصدر الكونجرس قانون العملة لعام 1965 في يوليو. احتفظت نصف الدولارات الجديدة بمظهرها الفضي، نظرًا لأن الطبقة الخارجية مكونة من 80% من الفضة و20% من النحاس. تم سك العملة أيضًا بطبقة داخلية مكونة من 21% من الفضة و79% من النحاس. تم سك وتعدين أول نصف دولار مطلي بالفضة في دار سك العملة في دنفر في 30 ديسمبر 1965، ويحمل التاريخ 1965؛ لن يتم تغيير التاريخ لجميع العملات المعدنية الأمريكية حتى يتم تخفيف النقص في العملات المعدنية. وابتداءا من 1 أغسطس 1966، بدأت دار سك العملة في اصدار القطع المؤرخة عام 1966، وبعد ذلك استأنفت الممارسة المعتادة المتمثلة في ضرب تاريخ العام الحالي على كل قطعة. على الرغم من النهاية المعلنة لنقص العملات المعدنية، لم يتم تداول نصف دولارات كينيدي إلا قليلاً، وهي ندرة ناجمة عن استمرار اكتناز العملات وانخفاض الإنتاج، مع تردد وزارة الخزانة في إنفاق المزيد من ممتلكات البلاد من الفضة على عملة لم يتم تداولها، وفقًا لتاجر العملات ومؤلف العملات كوينتين ديفيد باورز [الإنجليزية]
.

### التحول إلى المعدن الأساسي

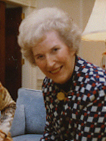
ماري بروكس مدير دار السك الأمريكية (1969-1977)

في مايو 1969 طلبت وزارة الخزانة تصريح لإزالة محتوى الفضة من نصف الدولار، وتغييره إلى نفس التركيبة المكسوة بالنحاس والنيكل مثل الدايم والربع دولار. كما سعت وزارة الخزانة أيضا إلى الحصول على موافقة لإصدار عملات معدنية بقيمة دولار واحد مغطاة بالنحاس والنيكل، الأمر الذي من شأنه أن يلبي الحاجة إلى رموز الألعاب في الكازينوهات الغربية. توفي الرئيس السابق دوايت أيزنهاور في تلك الفترة، وكان هناك نقاش حول وضع صورة أيزنهاور على الدولار الجديد. وكانت وزارة الخزانة تأمل أنه مع إزالة المحتوى الفضي، سيتوقف اكتناز عملة الدولار وتداولها مرة أخرى.
على الرغم من دعم الرئيس ريتشارد نيكسون، إلا أن بعض الجمهوريين في مجلس النواب أبطلوا التشريع في البداية، ولم يعجبهم فكرة تصوير أيزنهاور على عملة معدنية أساسية. استمر النزاع لأكثر من عام قبل أن يوقع الرئيس نيكسون مشروع قانون في 31 ديسمبر 1970 يسمح بإنتاج دولار أيزنهاور ويزيل محتوى الفضة المتبقي بنسبة 40% من نصف دولار كينيدي. ونتيجة للتأخير في عام 1970 تم ضرب نصف دولار غير متداول (غير قابل للإثبات) فقط في دار سك العملة في دنفر وكانت متاحة فقط في مجموعات سك العملة. مع سك 2.1 مليون، يعتبر نصف كينيدي 1970-D العملة "الرئيسية" في السلسلة، على الرغم من إنتاج ما يكفي لإبقاء الأسعار متواضعة. لتجنب الاكتناز والنقص المحتمل في المجموعات، لم تعلن دار سك العملة أنه لن يتم ضرب نصف دولار من فئة 1970 للتداول إلا بعد إغلاق طلب مجموعات سك العملة.
بحلول الوقت الذي تم فيه حذف الفضة من نصف الدولار وإصدار العملات المعدنية الأساسية في عام 1971، كانت نادرا ما تُرى متداولة لفترة طويلة لدرجة أن بعض البنوك قد ألغت الفتحة المخصصة للفئات من الآلات. توقعت دار سك العملة عودة دراماتيكية لهذه الفئة، ولكن لم تتم ملاحظة سوى زيادة معتدلة في استخدام نصف الدولار بعد إصدار العملات المعدنية المكسوة عام 1971.

في يوليو 1971 كشفت مديرة دار السك الأمريكية [الإنجليزية]
 ماري بروكس أن وزارة الخزانة كانت تحتفظ بـ 200 مليون من المعدن الأساسي بنصف دولار الجديد، حيث أبدت البنوك التجارية اهتمامًا ضئيلًا بطلبها. قالت بروكس: "لا أستطيع أن أفهم عدد السكان. إنهم لا يستخدمونهم". وفقًا لبروكس أيضًا، فإن معظم عملة نصف دولار كينيدي الفضي الذي يزيد عن مليار دولار قد تم اكتنازه من قبل الجمهور. افترض بروكس أنه نظرًا لأن نصف دولار كينيدي الفضي لم يتم تداوله كثيرًا مطلقًا وتم سك قطع قليلة منه في عام 1970 تحسبًا للترخيص بالعملات المعدنية الجديدة، فقد اعتاد الجمهور على عدم رؤية نصف دولار في التجارة. اقترحت بروكس، "إذا علمت البلاد أن هناك الكثير منهم، فمن المحتمل أن يبدأوا في تخزين العملة أيضًا."

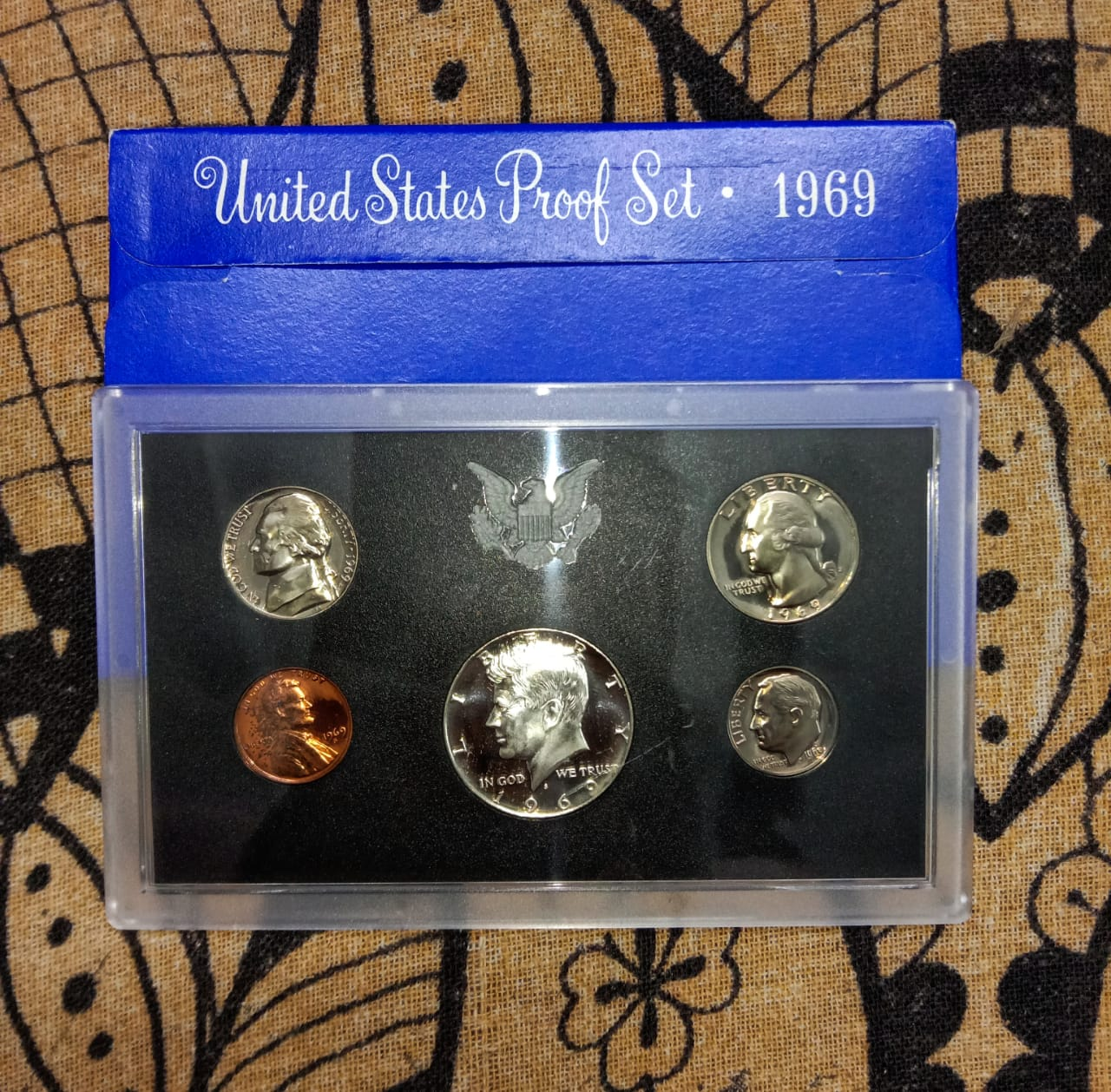
مجموعة من 5 عملات معدنية مضادة لسك العملة بالولايات المتحدة عام 1969، بما في ذلك نصف دولار كينيدي من الفضة بنسبة 40% في المنتصف

### المئوية الثانية للولايات المتحدة1975-76

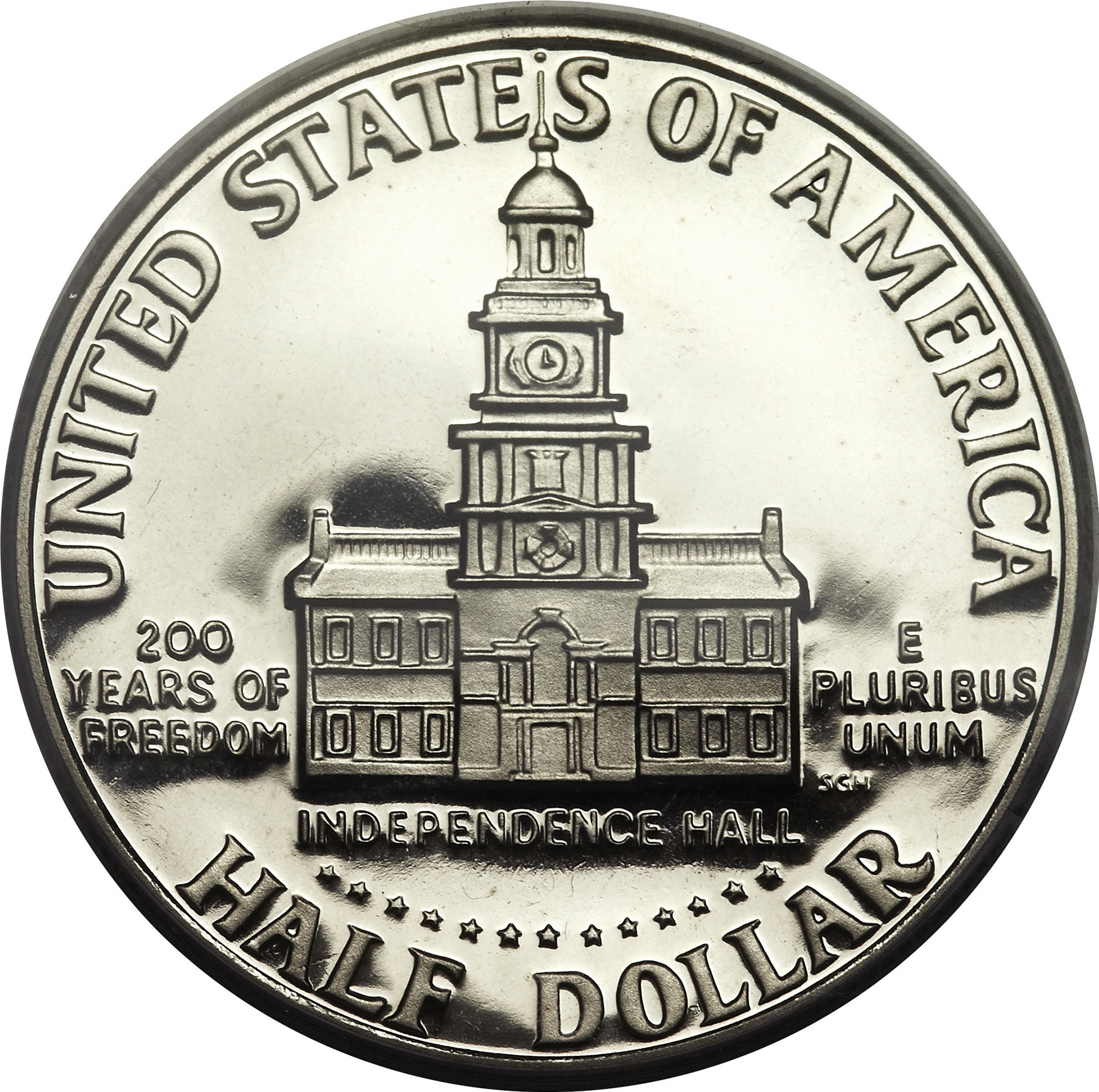
نصف الدولار الذكرى المئوية الثانية للولايات المتحدة الوجه المعاكس

في 5 مارس 1973 أعلن بروكس أن دار سك العملة ستطلب تصميمات عكسية جديدة لنصف دولار ودولار للاحتفال بالذكرى المئوية الثانية للولايات المتحدة عام 1976. في 18 أكتوبر وقع الرئيس ريتشارد نيكسون على القانون العام 93-127، الذي نص على تصميمات عكسية جديدة للربع والنصف دولار والدولار. كان من المفترض أن تكون التصاميم رمزًا لعصر الذكرى المئوية الثانية. أعلنت دار سك العملة عن مسابقة مفتوحة لجميع النحاتين الأمريكيين. تم اختيار تصميم سيث جي هنتنغتون الذي يصور قاعة الاستقلال مقابل نصف دولار. كل عملة نصف دولار كينيدي التي تم سكها في عامي 1975 و1976 كانت تحمل التاريخ المزدوج 1776-1976 على الوجه وتصميم هنتنغتون على الجانب الخلفي. تم طرح أكثر من 521 مليون دولار للتداول في الذكرى المئوية الثانية.
بعد ارتفاع سك عملات الذكرى المئوية الثانية، انخفض عدد نصف الدولارات المسكوكة سنويًا. ومع ذلك، في عام 1979، أشارت مديرة دار سك العملة ستيلا ب. هاكل إلى أن دار سك العملة ستواصل ضربهم. "لا نعتقد حقًا أنه يتم استخدام العديد من نصف الدولارات في التجارة. ومع ذلك، فهي تذهب إلى مكان ما، لذلك لا بد أن شخصًا ما يريدها." بحلول ذلك الوقت، كان قد تم جمع أكثر من 2.5 مليار بنصف دولار كينيدي منذ عام 1964، أي أكثر من ذلك. من كل ما تم ضربه سابقًا بنصف دولار أمريكي مجتمعة. اقترح كاتب العمود في صحيفة نيويورك تايمز، إد رايتر، أن الاكتناز استمر حتى في عصر المعادن الأساسية، وهو ما يمثل النقص في النصفين في التجارة. شهدت الطفرة المسماه خميس الفضة في الفترة 1979-1980 زيادة كبيرة في حجم المبيعات وتدمير العديد من نصف دولارات كينيدي الفضية المختزنة في الفترة 1964-1969. تسببت أسعار الفضة المرتفعة القياسية في ذوبان العملات الفضية على نطاق واسع، وخاصة نصف الدولارات والدولار الفضي لمحتواها المعدني.

### التوقف المؤقت عن التعدين للتداول

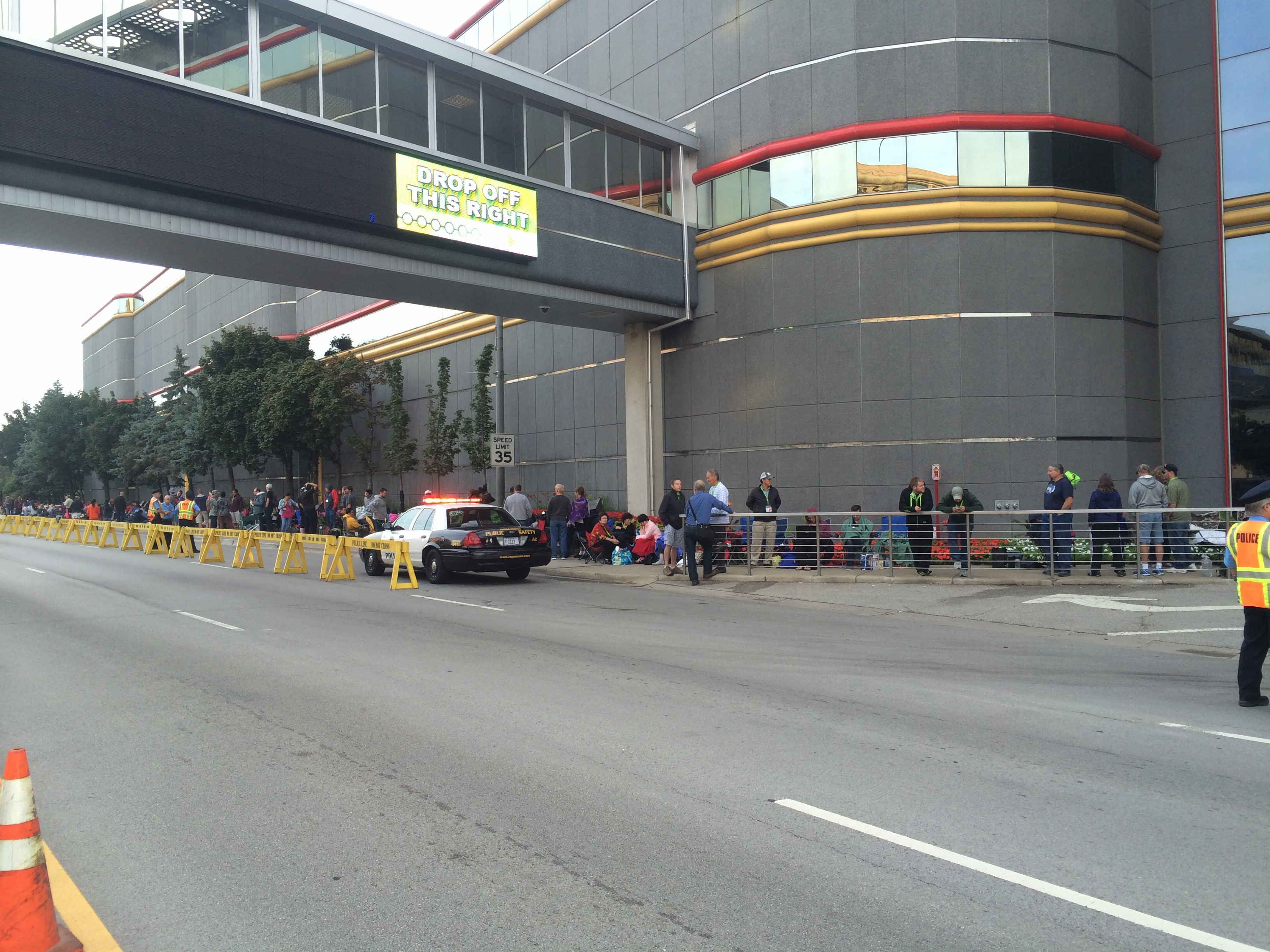
الاصطفاف لشراء نصف دولار كينيدي من الذهب الجديد في أغسطس 2014

استمر سك وتعدين نصف دولار كينيدي خلال الفترة المتبقية من القرن العشرين، وظلت أرقام سك العملة ثابتة نسبيًا في كل من دار سك العملة في فيلادلفيا ودنفر حتى عام 1987، وهو العام الذي لم يتم فيه ضرب نصف دولار للتداول؛ كانت وزارة الخزانة قد راكمت مخزونًا من القطع لمدة عامين، مما يجعل المزيد من الإنتاج غير ضروري. انخفض الطلب على نصف دولار، وبدأت الكازينوهات (حيث يتم استخدامها بشكل شائع) بشكل متزايد في إنتاج رقائق بقيمة خمسين سنت لاستخدامها بدلا من العملات المعدنية. مع بقاء أرقام سك العملة منخفضة، بدءًا من عام 2002، توقف طرح نصف دولار كينيدي للتداول العام. لا يزال من الممكن شراء لفات وأكياس قطع العام الحالي من دار سك العملة، بعلاوة أعلى من القيمة الاسمية (او القيمة الظاهرية). بدأ إنتاج نصف دولار كينيدي وطرحه للتداول للجمهور مرة أخرى عام 2021.

### إصدارات الذكرى الخمسين لاغتياله 2014
في يناير 2014 بدأت شركة خاصة نيابة عن دار سك العملة، في إجراء مسح للعملاء حول الخيارات الممكنة لإصدار خاص في الذكرى الخمسين لإصدار نصف دولار كينيدي. في يونيو أعلنت دار سك العملة عن خطط لإصدار سبعة عملات خاصة لنصف دولار كينيدي عام 2014 احتفالًا بالذكرى الخمسين.
الاصدارات السبعة كانت: اثنان يرتديان الملابس من فيلادلفيا ودنفر، وأربعة بالفضة من فيلادلفيا، ودنفر، وسان فرانسيسكو، وويست بوينت، و واحد من 0.9999 ذهب، من ويست بوينت. النسخ المكسوة بالفضة تحمل التاريخ العادي، اما العملة الذهبية لها تاريخ مزدوج 1964-2014. جميعها تتمتع باعفاء أعلى من القضايا المعتادة. تم إصدار العملات الذهبية بالتزامن مع مؤتمر جمعية العملات الأمريكية في روزمونت، إلينوي، في 5 أغسطس 2014.

### خطة اعادة التصميم
يسمح قانون إعادة تصميم العملات المعدنية المتداولة القابلة للتحصيل لعام 2020 (قانون عام. 116–330 (text) (PDF) بإعادة التصميم في عام 2026، وهو ما يمثل الذكرى نصف المئوية للولايات المتحدة. من عام 2027 إلى عام 2030، سيكون هناك تصميم عكسي واحد كل عام يصور الرياضات البارالمبية. يمكن إعادة تصميم الوجه في عام 2027، وبعد عام 2030، سيظل يحمل صورة كينيدي.

## جمع المجموعات

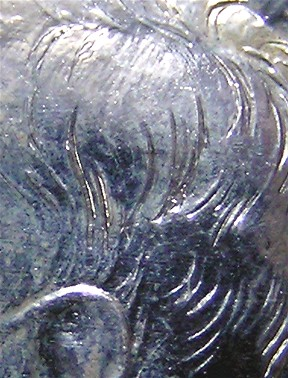
صورة مقربة توضح بالتفصيل خطوط الشعر المميزة بشدة والموجودة في الإصدارات المبكرة من كينيدي بنصف دولار

باستثناء الفترة من عام 1965 حتى 1967، تم ضرب القطع كل عام بنفس التركيب المعدني مثل القطع العادية. تم ضرب أول النسخ التجريبية لنصف دولار كينيدي في أوائل يناير 1964. وقد صورت النسخ التجريبية المبكرة كينيدي بشعر شديد التركيز؛ تم ضرب ما يقدر بنحو 100 ألف قطعة نقدية بهذه الميزة. تم تغيير هذا لما تبقى من سك ما يقرب من أربعة ملايين قطعة نقدية. وبسبب النقص في العملات المعدنية، أعلنت وزارة الخزانة أنه لن يتم التوصل إلى أي مجموعات تجريبية عام 1965. وبدلاً من ذلك سيتم تصنيع مجموعات دار السك الخاصة لتلبية طلب هواة الجمع. تم ضرب العملات المعدنية لهذه المجموعات، التي تم سكها في مكتب القياس في سان فرانسيسكو، بدون علامات النعناع في أوائل عام 1966 باستخدام قوالب مصقولة بشدة مؤرخة في عام 1965. كما تم ضرب مجموعات مماثلة تحمل تواريخ 1966 و1967. عدد قليل من أنصاف 1966 من مجموعات دار السك الخاصة معروفة مع فقدان الأحرف الأولى من اسم جاسبارو "FG" من الخلف، على ما يبدو بسبب قالب مصقول بشكل مبالغ فيه. تم بيع إنتاج السنة الأولى في عبوات بلاستيكية ناعمة. تم إغلاق إصدارات 1966 و1967 صوتيًا في علب بلاستيكية صلبة. في عام 1968، تم استئناف عملات الإثبات المنتظمة، على الرغم من نقل إنتاج العملات المعدنية إلى سان فرانسيسكو، تمت إضافة علامة السك "S" وتم تغليف المجموعات بالبلاستيك الصلب.
عام 1973 سمح الكونجرس بإصدار إصدارات جامعية مكسوة بالفضة من عملات الذكرى المئوية الثانية؛ وفي أبريل 1975، بدأت دار سك العملة في عملية السك والتعدين لها. تم إصدار العملات المعدنية بجودة إثبات وغير متداولة. تم وضع عملات الذكرى المئوية الثانية المكسوة بالنحاس والنيكل في كل من مجموعات الإثبات لعامي 1975 و1976، في حين تم بيع نظيراتها المكسوة بالفضة في مجموعات من ثلاث عملات معدنية. ومنذ عام 1992 قامت دار سك العملة بضرب نصف دولار كينيدي من الفضة بنسبة 90% لإدراجها في مجموعات خاصة من الفضة. تم ضرب البراهين في عام 1964 في فيلادلفيا، ومنذ عام 1968، تم ضرب العملات المعدنية في سان فرانسيسكو فقط. في عام 1998، تم ضرب بعض القطع المقاومة للفضة إلى لمسة نهائية غير لامعة لإدراجها في مجموعة مع الدولار الفضي التذكاري لروبرت إف كينيدي. من عام 2005 إلى عام 2010، تلقت القطع غير المتداولة المدرجة في مجموعات النعناع لمسة نهائية غير لامعة، مما يميزها عن القطع المباعة في أكياس ولفائف.

بالإضافة إلى مجموعة الشعر الجداب، هناك مجموعة متنوعة من نصف دولار كينيدي والتي تحظى باهتمام كبير نظرًا لندرتها وهي مجموعة المسكوكة الخاصة لعام 1964 ('SMS') بنصف دولار؛ تم العثور على ما يقرب عشرات منها على مدار العقد الأول من القرن الحادي والعشرين وحتى يومنا هذا، وتتميز "بلمسة نهائية من الساتان" مع ضربات محددة جيدًا وخطوط تلميع القالب. إنها أندر مجموعة خالية من الأخطاء من نصف دولار كينيدي المعروفة حتى الآن. يتم بيع أمثلة هذا التنوع عادةً مقابل مبالغ كبيرة من المال، تم بيع مجموعة السك الخاصة لعام 1964 بنصف دولار مقابل 47 ألف دولار في عام 2016.
في عام 1998، تم إصدار نصف دولار كينيدي خاص "بلمسة نهائية غير لامعة" كجزء من "مجموعة كينيدي لهواة جمع العملات" المكونة من عملتين، مقترنة بدولار فضي تذكاري تكريمًا لروبرت إف كينيدي. تم إصدار ما بين 62.000 و64.000 قطعة نقدية من طراز 1998-S، مما يجعلها أقل العملة في السلسلة اصدارا.
نصف الدولارات غير المخصصة للتداول، مثل العملات المعدنية وتلك المسكوكة بين عامي 2001 و2021 تدخل أحيانًا للتداول؛ يتم العثور على هذه المشكلات في بعض الأحيان من خلال البحث عن لفات العملات المعدنية من قبل هواة جمع العملات، ويشار إليها باسم (غير مخصصة للتداول NIFCs).
عام 2019 تم تضمين نصف دولار كينيدي المعزز المقاوم للعكس في مجموعة خاصة مع نصف دولار للذكرى الخمسين لمركبة أبولو 11. اقتصر نصف كينيدي الخاص على حد أقصى قدره 100000 قطعة نقدية وتم بيعه بالكامل.